# 丸尾錦作
丸尾 錦作（まるお きんさく、1856年5月27日（安政3年4月24日） - 1925年（大正14年）5月4日）は、明治-大正時代の官僚。

## 経歴・エピソード
（自叙伝,その他資料より抜粋）
美濃国（岐阜県士族）出身。丸尾廣重（丸尾本家は松平丹波守の家臣・旧加納藩士で三百石取りの家柄）・妻の時（加納藩士根村三四蔵次女）の長男として生まれる。幼名を代吉、錦村と号し、趣味は読書・書道・漢詩・囲碁等。8歳の頃、母より百人一首の歌を教えられ、又いろはの手習いを教えられる。 
9歳の春、井上三郎に就き読書、書道を授かる。其の後、平田範五郎、島友三郎、吉田古金吾、中村郡平に読書、習字を教えられる
11歳の6月に会所小僧に召し出され一人扶持を給せられる。奉行吟味方の給仕となる。2年にして銅壺間小僧に移る。家老用人の給仕となる。小僧は茶坊主と称し、髪を茶洗方に結び1か月6度の勤務をする。12歳の頃、藩校憲章館に読書を、講武所に剣術を授けられる。三宅佐平に就き漢皇学を研究する。
```
1864年（元治元年）11月水戸の浪士、武田耕雲斎率いる300余名の天狗党と共に中山道を上り京都に出でようとするが、幕府の命を受けた大垣藩や彦根藩に行く手を阻まれ、やむなく道を北にとる。加納藩士も甲冑具足を着用し、この接戦に及ばんとした。錦作はこの時13歳、絵双紙に見る武者絵の武士を実際に見た光景だった。
```

1869年（明治2年）の版籍奉還後、時に14歳にして是より4・5年間は専一に学問に勤め、日々中村郡平宅にて習字、皇漢学を習い、又隔日に三宅佐平に漢字の講義輪講を受ける。
1873年（明治6年）、大垣にある師範研修学校（師範学校の前身）に学び教職につく。
1877年（明治10年）、21歳の時、志を立て小川辰太郎・高田芳太郎・田中譲・森孫一郎等と共に東京に遊学し、東京師範学校に入学する。
1881年（明治14年）7月 東京師範学校（校長伊沢修二)小学師範科を首席で卒業（25歳）。1882年（明治15年）9月学習院に奉職し、1886年（明治19年）3月まで、梨本宮・山階宮菊麿王・伏見宮の担任、また華族子弟の教育に従事する。
1886年（明治19年）4月から1889年（明治22年）3月、旧肥前平戸藩主・松浦詮（伯爵）の私設猶興館中学校（長崎県）創設にあたり、学習院教頭・嘉納治五郎の推薦で赴任する。安藤藤二を館長に、丸尾錦作を学長に委嘱し、3年間教員達の指揮を執り、学校の基盤を固める。
1895年（明治22年）7月から東宮（明宮11歳、のちの大正天皇）の学習院入学にあたり、猶興館中学校から呼び戻され学習院教授兼明宮の御用掛となる。同年11月、明宮が立皇子の礼により皇太子となり、同時に東宮職御用掛となり、東宮侍従として仕え、皇太子の信任を得る。
1900年（明治33年）5月10日、皇太子嘉仁(大正天皇）の婚儀に際して賢所大前御拝の節、壺切御剣奉仕の勤務を命じられる。
1901年（明治34年）4月29日、皇太子嘉仁親王（後の大正天皇）と皇太子妃節子の第一子として廸宮・裕仁親王（後の昭和天皇）が御誕生した。生後70日の7月7日、御養育掛となった枢密顧問官川村純義（海軍中将伯爵）邸に里子として預けられる。1904年（明治37年）11月9日、川村御養育掛の死去を受け弟・淳宮（後の秩父宮雍仁親王）とともに、沼津御用邸に住居を移転する。
1905年（明治38年）4月、有栖川宮威仁親王・同妃慰子がドイツ皇太子結婚式参列に随行を命じられた際に、イタリア・フランス・オランダ・ベルギー・イギリスの諸国を漫遊し、各国の教育状況を視察した。
日露戦争が終わって間もない1905年（明治38年）9月26日、1904年（明治37年）8月から体調の悪い川村御養育掛に代わって養育責任者を兼務していた東宮侍従長の木戸孝正が、体調不良を理由に1年余りで担当を外れ、それを機に、養育体制が見直された。代わって任を託されたのは、皇太子嘉仁（大正天皇）の信任が厚かった東宮侍従の丸尾だった。丸尾（48歳）は嘉仁の学習院初等科時代の担任で、「教育は厳しいのがいちばん」が口癖だった。丸尾はかなり厳しい態度で教育にあたったようで、仕返しとして、明宮から、丸尾が苦手な蛇の皮を使った杖を下賜されるという嫌がらせを受けている。
1905年（明治38年）9月、丸尾は宮中顧問官となり、裕仁（昭和天皇）・雍仁（秩父宮）・宣仁（高松宮）の皇孫養育掛長を拝命する。当時の丸尾を知る、教育係（保母）の鈴木たか（鈴木貫太郎夫人）は「算術をお教へするに当たってもご幼少時の大正天皇がご自身で問題をお解きになるまでは、たとへ泣きだされても決して答えをお教へしないので、明治天皇の御生母の中山一位局（慶子）が見るに見かねて手心をしてもらう為、丸尾氏の御機嫌を取るのに苦労されたという逸話も残っている位です」と述懐する。
皇孫養育掛長に丸尾を推したのは、東宮大夫の中山孝麿だった。嘉仁の指南役だった有栖川宮威仁（たけひと）も賛同し、明治天皇の内諾を得た。しかし嘉仁は即答せず、一週間ほど熟考したのち、ようやく同意したという。まだ幼い我が子に、自分と同じような辛い思いをさせたくないと、逡巡したのではないかとされる。事実、丸尾は厳格に3親王を育てた。裕仁が庭遊びに夢中になり帰りが遅くなると、「時間をお忘れになるとは何事です。うちへお入れしません」と叱りつけ、玄関に立ちふさがって通さないこともあった。
1906年（明治39年）4月春、青山御所内に仮設幼稚園が設けられた。皇孫養育掛長の丸尾によれば、起床は遅くても午前6時半。まず侍医の診察を受け、伊勢皇大神宮の神札と天皇・皇后、皇太子・同妃の御真影に朝拝。朝食後に30分の休憩があり、午前9時から幼稚園課業。午後は御相手と一緒に「運動遊戯を遊ばす」というのが日課である。そこで廸宮（裕仁5歳）も学友らとよく遊び学ぶが、それにつれて言葉遣いが乱暴になりヤンチャになった。ユーモラスな丸尾は、廸宮に遠慮せず「何事かを言上仕る折には、しばらく御こらへ、御聞きいれたまふ事/お稽古の時は御一心に遊ばす事」など注意している。廸宮9歳の時、学習院の名簿を見ていると、丸尾は「士族」とあった。廸宮は「丸尾はかわいそうだね。どうして華族ではないの。廸宮が天皇になったら、丸尾を華族にしてやる」と言ったという。丸尾錦作の妻、鍵子（尾張一宮祠宮・神林家の女）は1907年（明治40年）4月5日から3年間、夫と共に側近に奉仕した。
1912年（大正元年）側近奉仕者辞令により皇子御用掛長兼東宮職御用掛となる。1913年（大正2年）6月25日付、皇子傳育官長となり4年まで雍仁・宣仁の養育に当たる。
1914年（大正3年）1月25日、夫人鍵子死去につき、かねて皇孫仮御殿に奉仕の廉をもって菓子料を贈られる。また、28日には喪中御尋として丸尾へ菓子を贈られた。
1915年（大正4年）5月、休職を命じられ、第二高等学校校長・三好愛吉が皇子傳育官長に任じられる。丸尾は、御礼言上のための参殿につき謁を賜い、菊形銀製花盛器を贈られた。
1915年（大正4年）、累進して正三位勲二等に叙せられる。その後も宮中顧問官として宮中に努める。1916年（大正5年）11月3日の裕仁の立太式（1909年（明治42年）に制定された”立儲令”による最初の儀式）の慶事には功労者に対する叙勲、勲二等旭日重光章を授与される。
1925年（大正14年）、胃病を患い、南病院に入院中、特別の意向を以て侍従が派遣されて見舞を受け、危篤に陥るや特使を以て、天皇・皇后より葡萄酒壱打を贈られる。同年5月5日在官中に薨去した。享年70歳。
丸尾の葬儀に対し、皇太子・同妃より祭資・色花が贈られた。法名は誠徳院殿釈観月大心居士。墓は東京都中野区上高田の正見寺にある。
六男の杉浦令策（医学博士）の恩師・板津誉曽一が丸尾錦作の顕彰碑を建立したいと加納東西の広報会連合会長に話したのがきっかけとなり、岐阜市長並びに岐阜市、大垣市職員その他大勢の協力を経て、1969年（昭和44年）3月29日に丸尾錦作之顕彰碑竣工除幕式が挙行された。石碑は岐阜市加納清水緑地公園の外周歩道側に立っている。

## 乃木希典の殉死
1912年（大正元年）9月11日（9日など他説あり）、参内した乃木希典は皇太子となった裕仁に勉学上の注意とともに、自ら写本した『中朝事実』を与えた。乃木の「これからは皇太子として、くれぐれも御勉学に励まれるように」との訓戒に対し、そのただならぬ様子に裕仁は「院長閣下はどこかに行かれるのですか?」と質問したという。
9月13日、明治天皇の大喪の礼当日、乃木は妻の静子と共に自刃した。裕仁と2人の弟宮たちはその翌朝に養育掛長であった丸尾錦作から事件を知らされ、その辞世の歌に接して涙した。丸尾によると、裕仁はこの時、涙ながらに「乃木院長が死なれた」「ああ、残念である」とつぶやいた。丸尾は殉死という事には議論があり、さらにその理由については説明することができないので、「院長が切腹された理由は何れ御三方共（裕仁親王・雍仁親王・宣仁親王）成長の後は御判りに相成る事である」とだけ伝えた。

## 親族
子供は七男二女がある。
- 長男：敏雄（1888年10月生）陸士中退。36歳で死去。妻ひで（加藤家）。子供は女子2人。
- 次男：尚武（1891年5月生、京帝大卒、法学士）は丸尾家を継ぐ。子息に丸尾孟（東大工卒、横浜国立大学名誉教授、船舶海洋工学）
- 三男：文夫（1893年8月生、国学大卒）は香取総麿（香取神宮宮司）の養嫡子となった。
- 長女：道子（1895年11月生）は米倉昌達（東大医卒、薬学者・貴族院議員・子爵・旧武蔵六浦藩主家）に嫁いだ。
- 四男：誠吾（1898年1月生、京帝大卒）は別に家を成し経済学士にして伊豆熱川に在住。妻は房子。その後、長男（時彦）と伊豆大島へ移住する。
- 五男：良夫は6歳で早世した。
- 次女：友子（1903年3月生）は16歳で早世した。
- 六男：令策（1905年10月生、名古屋大学医学部卒・医博士）は杉浦家の養嗣子となった。長男陽太郎の長男淳策は岐阜県で杉浦内科。次男昭義は田園調布藤田記念耳鼻咽喉科。昭義の長男雄策（明海大教授）の妻・実可子（旧姓・小谷）は、1988年ソウルオリンピックのシンクロナイズドスイミング・ソロ・デュエットの銅メダリストである。次男夏樹、昭義の後を継ぐ。
- 七男：正彦（1909年5月生、日本医大卒医師）は岐阜県士族兵藤家（養嗣子）を継ぎ、1923年（大正12年）、前畑秀子（1936年ベルリンオリンピック200m平泳ぎ金メダリスト）と結婚した。名古屋医大（桐原外科勤務）医学士にして軍医大尉となり、特別の勲功により金鵄勲章を授けられた。

## 著書
- 丸尾錦作閲・高田芳太郎編　『高等小学実践修身書　生徒用　巻4』（出版社金港堂書籍）